# Disparocypha
Disparocypha is een geslacht van libellen (Odonata) uit de familie van de Chlorocyphidae (Juweeljuffers).

## Soorten
Disparocypha omvat 1 soort:
- Disparocypha biedermanni Ris, 1916